# Onthophagus onorei
Onthophagus onorei es una especie de insecto del género Onthophagus, familia Scarabaeidae, orden Coleoptera.

Fue descrita científicamente por Zunino & Halffter en 1997.